# 메시나절 염분 위기

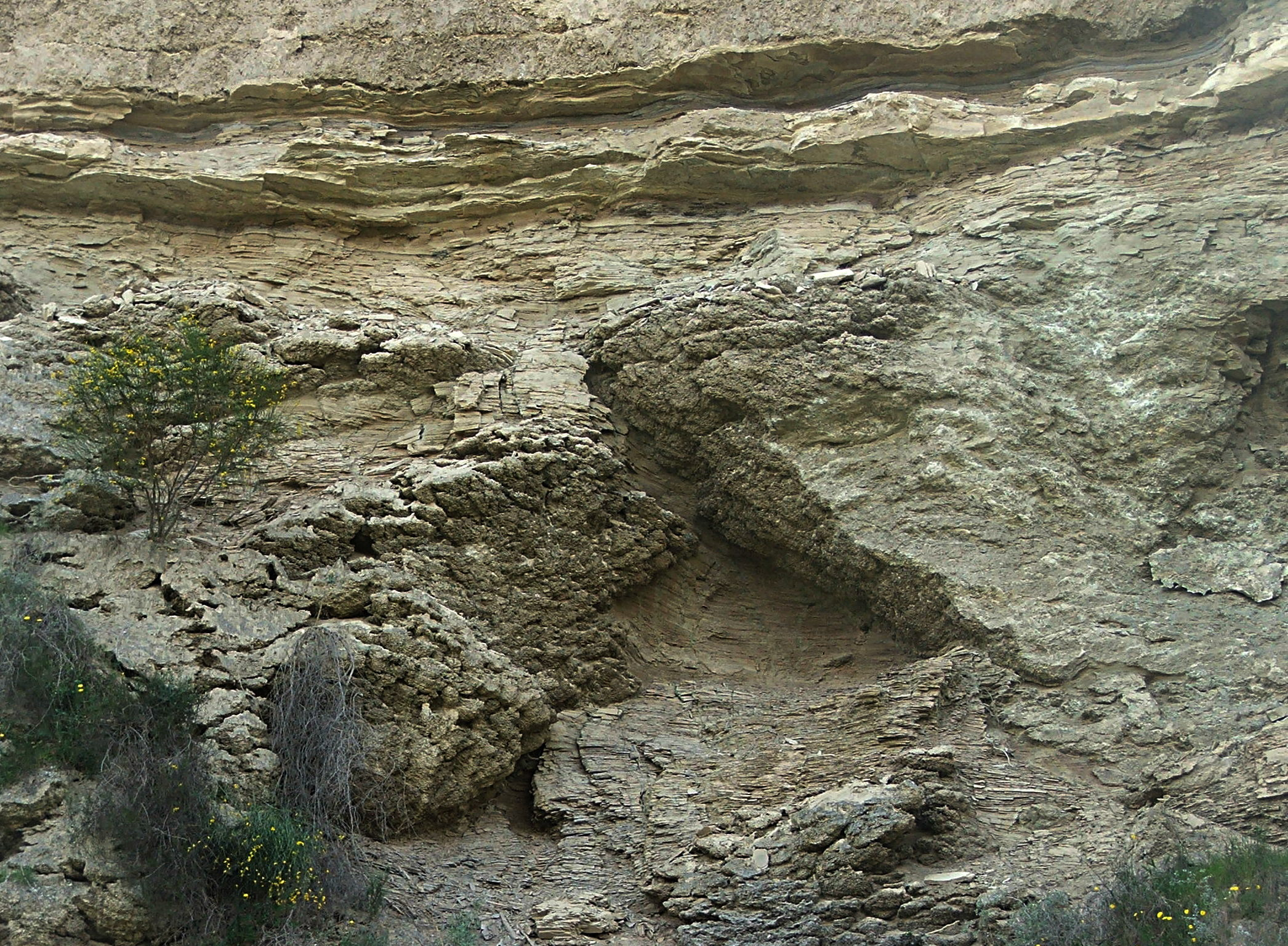

메시나절 염분 위기(Messinian salinity crisis, MSC)는 메시나절 기간 동안 지중해의 지브롤터 해협이 닫혀 호수가 된 사건이다. 지구 해양 염분 6%가 이때 감소했다.

## 같이 보기
- 아틀란트로파